# Cantone di Vigeois
Il Cantone di Vigeois era una divisione amministrativa dell'arrondissement di Brive-la-Gaillarde.
A seguito della riforma approvata con decreto del 24 febbraio 2014, che ha avuto attuazione dopo le elezioni dipartimentali del 2015, è stato soppresso.

## Composizione
Comprendeva i comuni di:
- Estivaux
- Orgnac-sur-Vézère
- Perpezac-le-Noir
- Saint-Bonnet-l'Enfantier
- Troche
- Vigeois